# Makrallen
De makrallen in het Vlaams, les macrâles, macralles ou makrâlles in het Waals, komt van een Luiks-Waals woord voor heks. Het Luiks-Waalse woord macrê betekent tovenaar. De term "makral" wordt vaker gebruikt in het oosten van België en in de Franse Ardennen, terwijl men in Henegouwen vaker lijkt te spreken van “sorcière” en in het westen van Vlaanderen van “heks”.
“Er zijn mensen die zeggen dat makrallen eeuwig leven...”.
In de folklore van Vlaanderen, Wallonië en de Ardennen is de makral een wezen dat volgens Pierre Dubois beschreven wordt als een mengeling van elf en heks, die van sabbatten houdt en 's nachts rondgaat om een hele reeks kwade spreuken uit te spreken. De "macrâle" krijgt ook de schuld van vele kwalen, zoals het begin van de winter, overstromingen en epidemieën. Net als andere wezens in de Belgische en Ardense folklore (nutons, sottai, Ros Beiaard) leven ze in de bossen. Ze worden gevierd in optochten door plaatselijke volksverenigingen ter ere van plaatselijke heksen in Vielsalm, Haccourt, Outremeuse en Bever. 
De rest van dit artikel beschrijft de folkloristische vereniging van de Makrallen van Bever.

## Beschrijving

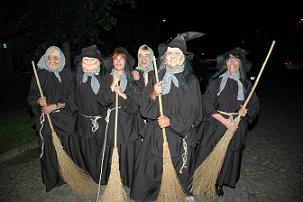
Makrallen in Bever

Bever is in het Pajottenland gekend omwille van zijn makrallen. Anno 2020 zijn er zo'n 30 makrallen, waaronder ook gezinnen en kinderen, die zich verkleden als heks en deelnemen aan tal van optochten en processies in Bever, Mettet, Lessen, Elezele en Beselare. Naast heksen figureren er ook deelnemers als inquisitiepater, edelman, boeren of boerinnen. Tijdens de optochten mengen de heksen zich in het publiek en plagen hen met hun bezemsteel. Traditioneel zorgen de Makrallen voor de traditionele Gouden Kiekenpootworp naar aanleiding van de jaarlijkse dorpsfeesten.

### Reuzin Tinneke
De Makrallen bouwden in 2012 ook hun eigen reus vernoemd naar de historische heks Tinneke Delval.  Haar reuzenouders zijn Dille Speer en Meer Lisse, beiden ongehuwd.
In 2014 werd de reuzin gedoopt en kreeg ze als meter Rosalie van les Géants Petit-Enghiennois uit Lettelingen en als peter Goliath, stadsreus van Geraardsbergen.

## Historiek
In het tweetalige Bever maken heksen sinds oudsher deel uit van het plaatselijke bijgeloof. De oorsprong hiervan is terug te leiden naar de 16e eeuw. Tijdens de inquisitieperiode onder Filip II van Spanje, werden in 1595 de echtgenotes van Liénard Del Val en Sébastien Catier, veroordeeld wegens hekserij. Nadat ze gewurgd werden, werden ze verbrand op de brandstapel. Een jaar later, in 1596 volgde aan de grens met het Lessenbos de openbare steniging van een vrouw.

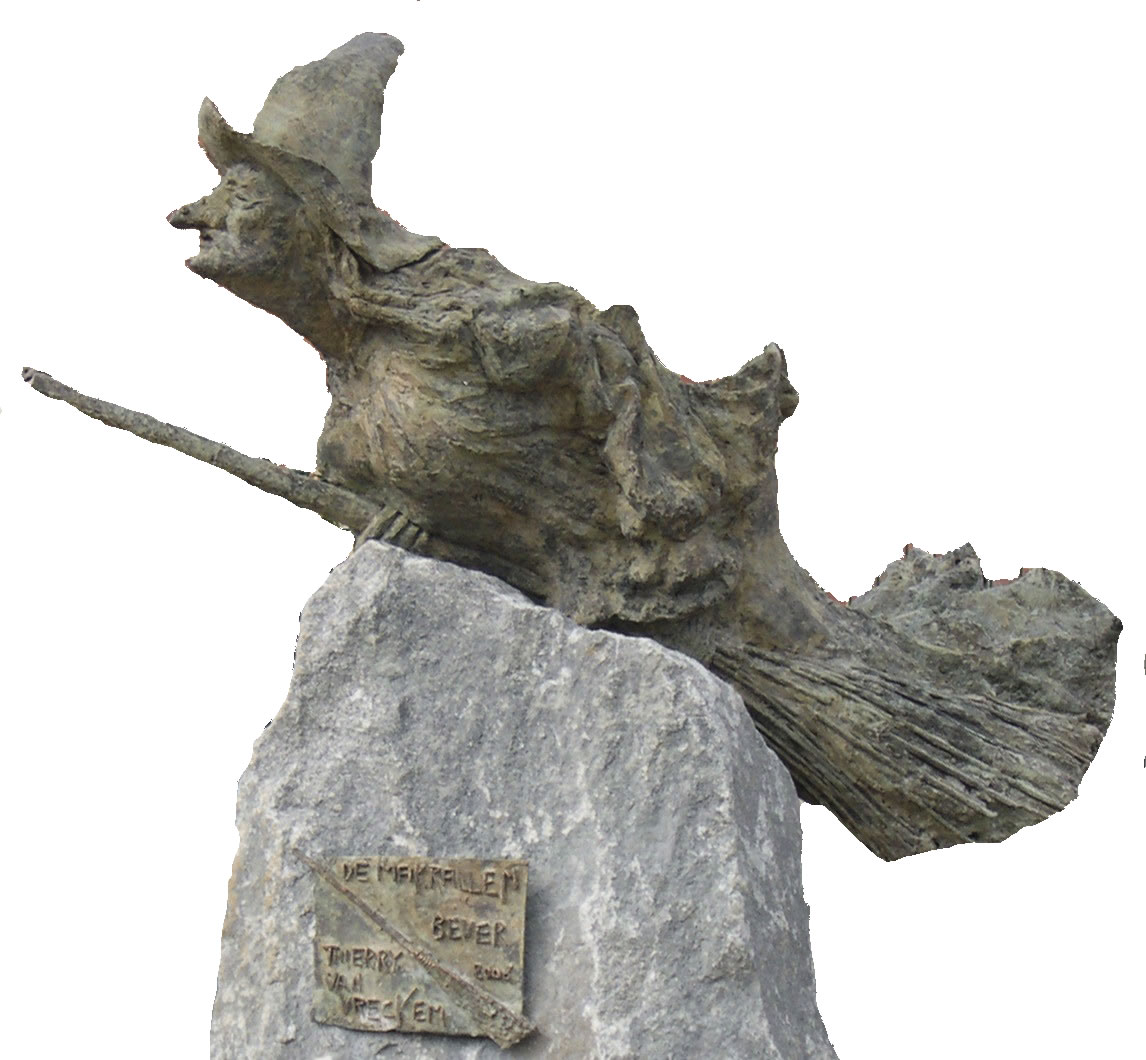
Standbeeld van heks Marie Catier (2006)

### De twintigste eeuw
Begin de twintigste eeuw werd het heksenverleden van Bever onderzocht door Dominique Delvin. Naar aanleiding van spel zonder grenzen in 1976, werd Bever vertegenwoordigd door verklede heksen. Een jaar later, in 1977, werd de vereniging de Makrallen opgericht. In mei 2006 onthulde de vereniging een standbeeld ter ere van de heks Marie Catier van de hand van kunstenaar Thierry Van Vreckem.